# Henry Kawecki
Henry C. Kawecki (ur. 5 lipca 1912 w Chicago, zm. 27 listopada 1973 u wybrzeży Australii) – amerykański inżynier polskiego pochodzenia, chemik, metalurg i przedsiębiorca.
Rodzicami Henry'ego Kaweckiego byli polscy emigranci z początku XX wieku – Kazimierz i Stefania. W 1934 roku ukończył Massachusetts Institute of Technology na kierunku inżynieria elektrochemiczna. W latach 40. pracował w laboratorium Beryllium Corp. w Temple w stanie Pensylwania. W 1950 roku założył w Boyertown własne przedsiębiorstwo – Kawecki Chemical Co. – gdzie produkował, według opracowanych samodzielnie metod, związki dla przemysłu aluminiowego – sześciofluorotytanian potasu oraz sześciofluorocyrkonian potasu. Stopniowo rozszerzał asortyment produkowanych metali i ich związków, łącząc się z innymi przedsiębiorstwami działającymi na tym rynku. W połowie lat 60. firma Kaweckiego zajmowała trzecie miejsce w produkcji tantalu w Stanach Zjednoczonych.
W 1968 roku nastąpiła fuzja Kawecki Chemicals z Beryllium Corp. Nowo powstała firma – Kawecki Berylco Industries Inc. – została w 1978 roku, już po śmierci Kaweckiego, przejęta przez Cabot Corp., zaś od 1993 roku nosi nazwę KB Alloys Inc., chociaż wciąż odwołuje się do tradycji poprzedników. W czasie prezesury Kaweckiego jego przedsiębiorstwa uzyskały co najmniej 11 patentów na terenie Stanów Zjednoczonych, prowadziły również inwestycje zagraniczne, w Wielkiej Brytanii i Holandii. Kawecki udoskonalił metodę pozyskiwania metalicznego berylu z minerału, nazwaną metodą Copaux–Kaweckiego.
Był również działaczem polonijnym, członkiem Związku Narodowego Polskiego, w 1937 roku przebywał z wizytą w Polsce. Był fundatorem obserwatorium astronomicznego w Lehigh Valley, które nosi obecnie jego imię. Zmarł w listopadzie 1973 roku na zawał mięśnia sercowego podczas rejsu na australijską Lizard Island.